# Sezon 2022/2023 w klubowej europejskiej piłce siatkowej mężczyzn
Artykuł stanowi zestawienie rozgrywek ligowych lub mistrzowskich najwyższej oraz drugiej klasy oraz pucharów i superpucharów organizowanych przez federacje zrzeszone w Europejskiej Konfederacji Piłki Siatkowej (CEV), a także rozgrywek regionalnych i europejskich pucharów w sezonie 2022/2023.
Ze względu na inwazję Rosji na Ukrainę od 1 marca 2022 roku federacje rosyjska i białoruska zostały zawieszone przez CEV.
W Andorze, Liechtensteinie, Monako, San Marino oraz na Malcie nie odbyły się żadne oficjalne seniorskie rozgrywki klubowe.

## Podsumowanie sezonu
obroniony tytuł z poprzedniego sezonu
| Europejskie puchary | Europejskie puchary                | Europejskie puchary |
| ------------------- | ---------------------------------- | ------------------- |
| Rozgrywki           | Zwycięzca                          | Zwycięzca           |
| Liga Mistrzów       | Grupa Azoty ZAKSA Kędzierzyn-Koźle | (więcej)            |
| Puchar CEV          | Valsa Group Modena                 | (więcej)            |
| Puchar Challenge    | Olympiakos SFP                     | (więcej)            |

| Rozgrywki regionalne      | Rozgrywki regionalne | Rozgrywki regionalne |
| ------------------------- | -------------------- | -------------------- |
| Rozgrywki                 | Zwycięzca            | Zwycięzca            |
| Puchar BVA                | Cizre Belediyespor   | (więcej)             |
| Puchar WEVZA              | —                    | —                    |
| Liga Środkowoeuropejska   | ACH Volley Lublana   | (więcej)             |
| Liga bałtycka             | Bigbank Tartu        | (więcej)             |
| Klubowe Mistrzostwa NEVZA | —                    | —                    |

| Rozgrywki krajowe    | Rozgrywki krajowe                | Rozgrywki krajowe | Rozgrywki krajowe                  | Rozgrywki krajowe | Rozgrywki krajowe            | Rozgrywki krajowe     |
| -------------------- | -------------------------------- | ----------------- | ---------------------------------- | ----------------- | ---------------------------- | --------------------- |
| Państwo              | Mistrzostwo                      | Mistrzostwo       | Zdobywca pucharu                   | Zdobywca pucharu  | Zdobywca superpucharu        | Zdobywca superpucharu |
| Albania              | Tirana                           | (więcej)          | Tirana                             | (więcej)          |                              |                       |
| Anglia               | Durham Palatinates               | (więcej)          | Malory Eagles UEL                  | (więcej)          |                              |                       |
| Armenia              | MSKH                             | (więcej)          | MSKH                               | (więcej)          |                              |                       |
| Austria              | Hypo Tirol Volleyballteam        | (więcej)          | Hypo Tirol Volleyballteam          | (więcej)          | Union Raiffeisen Waldviertel | (więcej)              |
| Azerbejdżan          | Murov                            | (więcej)          |                                    |                   |                              |                       |
| Belgia               | Knack Roeselare                  | (więcej)          | Knack Roeselare                    | (więcej)          | Knack Roeselare              | (więcej)              |
| Białoruś             | Szachcior Soligorsk              | (więcej)          | Szachcior Soligorsk                | (więcej)          | Szachcior Soligorsk          | (więcej)              |
| Bośnia i Hercegowina | OK Radnik Bijeljina              | (więcej)          | OK Radnik Bijeljina                | (więcej)          |                              |                       |
| Bułgaria             | Neftochimik 2010 Burgas          | (więcej)          | Chebyr Pazardżik                   | (więcej)          | Chebyr Pazardżik             | (więcej)              |
| Chorwacja            | HAOK Mladost Zagrzeb             | (więcej)          | MOK Mursa Osijek                   | (więcej)          |                              |                       |
| Cypr                 | Omonia Nikozja                   | (więcej)          | Omonia Nikozja                     | (więcej)          | Nea Salamina Famagusta       | (więcej)              |
| Czarnogóra           | Budva                            | (więcej)          | Budva                              | (więcej)          |                              |                       |
| Czechy               | VK Lvi Praha                     | (więcej)          | VK Dukla Liberec                   | (więcej)          | VK ČEZ Karlovarsko           | (więcej)              |
| Dania                | Marienlyst-Fortuna               | (więcej)          | Marienlyst-Fortuna                 | (więcej)          |                              |                       |
| Estonia              | Selver/TalTech                   | (więcej)          | Bigbank Tartu                      | (więcej)          |                              |                       |
| Finlandia            | Vammalan Lentopallo              | (więcej)          | Vammalan Lentopallo                | (więcej)          |                              |                       |
| Francja              | Tours VB                         | (więcej)          | Tours VB                           | (więcej)          | Montpellier HSC VB           | (więcej)              |
| Gibraltar            | Gib Polonia VC                   | (więcej)          |                                    |                   |                              |                       |
| Grecja               | Olympiakos SFP                   | (więcej)          | PAOK                               | (więcej)          | Panathinaikos AO             | (więcej)              |
| Grenlandia           | GSS                              | (więcej)          |                                    |                   |                              |                       |
| Gruzja               | GTU                              | (więcej)          |                                    |                   |                              |                       |
| Hiszpania            | CV Guaguas Las Palmas            | (więcej)          | Río Duero Soria                    | (więcej)          | Melilla Sport Capital        | (więcej)              |
| Holandia             | Draisma Dynamo Apeldoorn         | (więcej)          | Samen. Lycurgus Groningen          | (więcej)          | Samen. Lycurgus Groningen    | (więcej)              |
| Irlandia             | UCD                              | (więcej)          | UCD                                | (więcej)          |                              |                       |
| Irlandia Północna    | Aztecs Eagles                    | (więcej)          | Ballymoney Blaze                   | (więcej)          |                              |                       |
| Islandia             | KA                               | (więcej)          | Hamar                              | (więcej)          | Hamar                        | (więcej)              |
| Izrael               | Maccabi Yaadim Tel Awiw          | (więcej)          | Maccabi Yaadim Tel Awiw            | (więcej)          |                              |                       |
| Kosowo               | KV Peja                          | (więcej)          | KV Skënderbeu                      | (więcej)          |                              |                       |
| Litwa                | Elga-Grafaitė-SC Dubysa          | (więcej)          | Elga-Grafaitė-SC Dubysa            | (więcej)          |                              |                       |
| Luksemburg           | VC Stroossen                     | (więcej)          | VC Stroossen                       | (więcej)          | Volley Bartreng              | (więcej)              |
| Łotwa                | Ezerzeme/Daugavpils Universitāte | (więcej)          | RTU Robežsardze/Jūrmala            | (więcej)          | RTU Robežsardze/Jūrmala      | (więcej)              |
| Macedonia Północna   | Strumica Nikob                   | (więcej)          | Strumica Nikob                     | (więcej)          |                              |                       |
| Mołdawia             | USM Kiszyniów                    | (więcej)          | DOR-UTM Kiszyniów                  | (więcej)          |                              |                       |
| Niemcy               | Berlin Recycling Volleys         | (więcej)          | Berlin Recycling Volleys           | (więcej)          |                              |                       |
| Norwegia             | TIF Viking Bergen                | (więcej)          | TIF Viking Bergen                  | (więcej)          |                              |                       |
| Polska               | Jastrzębski Węgiel               | (więcej)          | Grupa Azoty ZAKSA Kędzierzyn-Koźle | (więcej)          | Jastrzębski Węgiel           | (więcej)              |
| Portugalia           | SL Benfica                       | (więcej)          | SL Benfica                         | (więcej)          | AJ Fonte Bastardo            | (więcej)              |
| Rosja                | Zenit Kazań                      | (więcej)          | Zenit Kazań                        | (więcej)          | Dinamo Moskwa                | (więcej)              |
| Rumunia              | CSM Arcada Galați                | (więcej)          | SCMU Craiova                       | (więcej)          | Dinamo Bukareszt             | (więcej)              |
| Serbia               | Partizan Efbet Belgrad           | (więcej)          | Partizan Efbet Belgrad             | (więcej)          | Partizan Efbet Belgrad       | (więcej)              |
| Słowacja             | VKP Bratislava                   | (więcej)          | VK Mirad UNIPO Prešov              | (więcej)          |                              |                       |
| Słowenia             | ACH Volley Lublana               | (więcej)          | ACH Volley Lublana                 | (więcej)          |                              |                       |
| Szkocja              | City of Glasgow Ragazzi          | (więcej)          | City of Glasgow Ragazzi            | (więcej)          |                              |                       |
| Szwajcaria           | Volley Schönenwerd               | (więcej)          | Chênois Genève Volleyball          | (więcej)          | Lindaren Volley Amriswil     | (więcej)              |
| Szwecja              | Hylte/Halmstad VBK               | (więcej)          |                                    |                   |                              |                       |
| Turcja               | Ziraat Bankkart                  | (więcej)          | Halkbank                           | (więcej)          | Ziraat Bankkart              | (więcej)              |
| Ukraina              | Prometej Dnipro                  | (więcej)          |                                    |                   |                              |                       |
| Węgry                | Fino Kaposvár SE                 | (więcej)          | Pénzügyőr SE                       | (więcej)          |                              |                       |
| Włochy               | Itas Trentino                    | (więcej)          | Gas Sales Bluenergy Piacenza       | (więcej)          | Sir Safety Susa Perugia      | (więcej)              |
| Wyspy Owcze          | Mjølnir                          | (więcej)          | Mjølnir                            | (więcej)          | Mjølnir                      | (więcej)              |

## Europejskie puchary i rozgrywki regionalne

### Europejskie puchary
| Nazwa rozgrywek  | I miejsce                          | II miejsce              | Tytuł | Poprzedni tytuł |       |
| ---------------- | ---------------------------------- | ----------------------- | ----- | --------------- | ----- |
| Liga Mistrzów    | Grupa Azoty ZAKSA Kędzierzyn-Koźle | Jastrzębski Węgiel      | 3.    | 2021/2022       | [ 1 ] |
| Puchar CEV       | Valsa Group Modena                 | Knack Roeselare         | 1.    | —               | [ 2 ] |
| Puchar Challenge | Olympiakos SFP                     | Maccabi Yaadim Tel Awiw | 1.    | —               | [ 3 ] |

### Rozgrywki regionalne
| Nazwa rozgrywek           | I miejsce          | II miejsce              | Tytuł | Poprzedni tytuł |             |
| ------------------------- | ------------------ | ----------------------- | ----- | --------------- | ----------- |
| Puchar BVA                | Cizre Belediyespor | KV Peja                 | 1.    | —               | [ 4 ]       |
| Puchar WEVZA              | —                  | —                       | —     | —               | [ 5 ]       |
| Liga Środkowoeuropejska   | ACH Volley Lublana | Calcit Kamnik           | 13.   | 2021/2022       | [ 6 ]       |
| Liga bałtycka             | Bigbank Tartu      | RTU Robežsardze/Jūrmala | 5.    | 2021/2022       | [ 7 ]       |
| Klubowe Mistrzostwa NEVZA | —                  | —                       | —     | —               | [ 8 ] [ 9 ] |

## Rozgrywki krajowe

### Rozgrywki ligowe / mistrzowskie
| Państwo              | Oficjalna nazwa rozgrywek          | I miejsce                        | II miejsce                         | Tytuł | Poprzedni tytuł |        |
| -------------------- | ---------------------------------- | -------------------------------- | ---------------------------------- | ----- | --------------- | ------ |
| Albania              | Superliga                          | Tirana                           | Partizani Tirana                   | 11.   | 2021/2022       | [ 10 ] |
| Albania / Kosowo     | Liga Gjergj Kastrioti              | Erzeni                           | Partizani Tirana                   | 1.    | —               | [ 11 ] |
| Anglia               | Super League                       | Durham Palatinates               | Malory Eagles UEL                  | 2.    | 2021/2022       | [ 12 ] |
| Armenia              | Pro League                         | MSKH                             | FIMA                               | 1.    | —               | [ 13 ] |
| Austria              | powerfusion Austrian Volley League | Hypo Tirol Volleyballteam        | SK Zadruga Aich/Dob                | 11.   | 2016/2017       | [ 14 ] |
| Azerbejdżan          | Yüksək Liqa                        | Murov                            | Xarı bülbül                        | 2.    | 2021/2022       | [ 15 ] |
| Belgia               | Lotto Volley League                | Knack Roeselare                  | Greenyard Maaseik                  | 14.   | 2021/2022       | [ 16 ] |
| Białoruś             | Wyszejszaja liha                   | Szachcior Soligorsk              | Stroitiel Mińsk                    | 7.    | 2021/2022       | [ 17 ] |
| Bośnia i Hercegowina | Premijer liga                      | OK Radnik Bijeljina              | HOK Domaljevac                     | 1.    | —               | [ 18 ] |
| Bułgaria             | efbet Super Volley                 | Neftochimik 2010 Burgas          | Chebyr Pazardżik                   | 6.    | 2019/2020       | [ 19 ] |
| Chorwacja            | Superliga                          | HAOK Mladost Zagrzeb             | MOK Mursa Osijek                   | 22.   | 2021/2022       | [ 20 ] |
| Cypr                 | Protatlima OPAP A΄ katigorias      | Omonia Nikozja                   | APOEL Nikozja                      | 7.    | 2021/2022       | [ 21 ] |
| Czarnogóra           | EPCG Superliga                     | Budva                            | Budućnost Podgorica                | 5.    | 2021/2022       | [ 22 ] |
| Czechy               | UNIQA volejbalová extraliga        | VK Lvi Praha                     | VK Jihostroj České Budějovice      | 1.    | —               | [ 23 ] |
| Dania                | VolleyLigaen                       | Marienlyst-Fortuna               | Nordenskov UIF                     | 10.   | 2016/2017       | [ 24 ] |
| Estonia              | Eesti meistrivõistlused            | Selver/TalTech                   | Bigbank Tartu                      | 1.    | —               | [ 25 ] |
| Finlandia            | Mestaruusliiga                     | Vammalan Lentopallo              | Akaa-Volley                        | 8.    | 2021/2022       | [ 26 ] |
| Francja              | Ligue A                            | Tours VB                         | Nantes Rezé MV                     | 9.    | 2018/2019       | [ 27 ] |
| Gibraltar            | Gibraltar Volleyball League        | Gib Polonia VC                   | Bavaria Juniors VC                 | 2.    | 2021/2022       | [ 28 ] |
| Grecja               | Volley League                      | Olympiakos SFP                   | PAOK                               | 31.   | 2020/2021       | [ 29 ] |
| Grenlandia           | GM                                 | GSS                              | I-69                               | 19.   | 2022            |        |
| Gruzja               | Umaglesi Liga                      | GTU                              | Batumi                             | bd.   | brak danych     | [ 30 ] |
| Hiszpania            | Superliga                          | CV Guaguas Las Palmas            | Río Duero Soria                    | 2.    | 2020/2021       | [ 31 ] |
| Holandia             | Eredivisie                         | Draisma Dynamo Apeldoorn         | Active Living Orion Doetinchem     | 15.   | 2021/2022       | [ 32 ] |
| Irlandia             | Premier Division                   | UCD                              | Aer Lingus                         | 7.    | 2021/2022       | [ 33 ] |
| Irlandia Północna    | Premier League                     | Aztecs Eagles                    | Ballymoney Blaze                   | bd.   | brak danych     |        |
| Irlandia Północna    | Playoffs                           | Aztecs Eagles                    | Ballymoney Blaze                   | 1.    | —               | [ 34 ] |
| Islandia             | Úrvalsdeild                        | KA                               | Hamar                              | 7.    | 2018/2019       | [ 35 ] |
| Izrael               | Superliga                          | Maccabi Yaadim Tel Awiw          | Hapoel Galil Matte Aszer           | 14.   | 2021/2022       | [ 36 ] |
| Kosowo               | Superliga A                        | KV Peja                          | KV Ferizaj                         | 6.    | 2021/2022       | [ 37 ] |
| Litwa                | TOP SPORT Lietuvos čempionatas     | Elga-Grafaitė-SC Dubysa          | Amber-Arlanga Gorżdy               | 4.    | 2013/2014       | [ 38 ] |
| Luksemburg           | Novotel-Ligue                      | VC Stroossen                     | Volley Bartreng                    | 17.   | 2021/2022       | [ 39 ] |
| Łotwa                | Optibet Latvijas čempionāts        | Ezerzeme/Daugavpils Universitāte | RTU Robežsardze/Jūrmala            | 1.    | —               | [ 40 ] |
| Macedonia Północna   | Prwa liga                          | Strumica Nikob                   | GOK Borec                          | 10.   | 2021/2022       | [ 41 ] |
| Mołdawia             | Campionatul Moldovei               | USM Kiszyniów                    | Dinamo Tyraspol                    | 3.    | 2021/2022       | [ 42 ] |
| Niemcy               | 1. Bundesliga                      | Berlin Recycling Volleys         | VfB Friedrichshafen                | 13.   | 2021/2022       | [ 43 ] |
| Norwegia             | Mizunoligaen                       | TIF Viking Bergen                | IL Koll                            | 16.   | 2019/2020       | [ 44 ] |
| Polska               | PlusLiga                           | Jastrzębski Węgiel               | Grupa Azoty ZAKSA Kędzierzyn-Koźle | 3.    | 2020/2021       | [ 45 ] |
| Portugalia           | Liga Una Seguros                   | SL Benfica                       | AJ Fonte Bastardo                  | 11.   | 2021/2022       | [ 46 ] |
| Rosja                | PARI Superliga                     | Zenit Kazań                      | Dinamo Moskwa                      | 11.   | 2017/2018       | [ 47 ] |
| Rumunia              | Divizia A1                         | CSM Arcada Galați                | Steaua Bukareszt                   | 5.    | 2021/2022       | [ 48 ] |
| Serbia               | BPŠ Superliga                      | Partizan Efbet Belgrad           | Vojvodina Nowy Sad                 | 2.    | 2010/2011       | [ 49 ] |
| Słowacja             | Niké Extraliga                     | VKP Bratislava                   | VK Mirad UNIPO Prešov              | 12.   | 2010/2011       | [ 50 ] |
| Słowenia             | Sportklub prva odbojkarska liga    | ACH Volley Lublana               | Calcit Kamnik                      | 19.   | 2021/2022       | [ 51 ] |
| Szkocja              | Premier League                     | City of Glasgow Ragazzi          | City of Edinburgh                  | 13.   | 2018/2019       | [ 52 ] |
| Szwajcaria           | Nationalliga A                     | Volley Schönenwerd               | Lindaren Volley Amriswil           | 1.    | —               | [ 53 ] |
| Szwecja              | Elitserien                         | Hylte/Halmstad VBK               | Habo Wolley                        | 11.   | 2021/2022       | [ 54 ] |
| Turcja               | AXA Sigorta Efeler Ligi            | Ziraat Bankkart                  | Halkbank                           | 3.    | 2021/2022       | [ 55 ] |
| Ukraina              | Superliha-Budinwest                | Prometej Dnipro                  | Epicentr-Podolany Horodok          | 1.    | —               | [ 56 ] |
| Węgry                | Extraliga                          | Fino Kaposvár SE                 | MÁV Előre SC-Foxconn               | 19.   | 2016/2017       | [ 57 ] |
| Włochy               | Superlega Credem Banca             | Itas Trentino                    | Cucine Lube Civitanova             | 5.    | 2014/2015       | [ 58 ] |
| Wyspy Owcze          | Føroya Tele-deildin                | Mjølnir                          | Fleyr                              | 13.   | 2021/2022       | [ 59 ] |

### Rozgrywki pucharowe
| Państwo              | Rozgrywki              | I miejsce                          | II miejsce                         | Tytuł | Poprzedni tytuł |         |
| -------------------- | ---------------------- | ---------------------------------- | ---------------------------------- | ----- | --------------- | ------- |
| Albania              | Puchar                 | Tirana                             | Erzeni                             | 9.    | 2021/2022       | [ 60 ]  |
| Albania              | Puchar FSHV            | Tirana                             | Erzeni                             | 4.    | 2021            | [ 61 ]  |
| Albania / Kosowo     | Puchar Niepodległości  | Partizani Tirana                   | Tirana                             | 1.    | —               | [ 62 ]  |
| Anglia               | Puchar                 | Malory Eagles UEL                  | Essex Rebels                       | 2.    | 2009/2010       | [ 63 ]  |
| Armenia              | Puchar                 | MSKH                               | FIMA                               | 2.    | 2022            | [ 64 ]  |
| Austria              | Puchar                 | Hypo Tirol Volleyballteam          | Union Raiffeisen Waldviertel       | 6.    | 2013/2014       | [ 65 ]  |
| Austria              | Superpuchar            | Union Raiffeisen Waldviertel       | VCA Amstetten Niederösterreich     | 1.    | —               | [ 66 ]  |
| Azerbejdżan          | Puchar Heydəra Əliyeva | Murov                              | Xarı bülbül                        | 1.    | —               | [ 67 ]  |
| Belgia               | Puchar                 | Knack Roeselare                    | Decospan Volley Team Menen         | 15.   | 2020/2021       | [ 68 ]  |
| Belgia               | Superpuchar            | Knack Roeselare                    | Caruur Volley Gent                 | 10.   | 2019            | [ 69 ]  |
| Białoruś             | Puchar                 | Szachcior Soligorsk                | Stroitiel Mińsk                    | 5.    | 2021            | [ 70 ]  |
| Białoruś             | Superpuchar            | Szachcior Soligorsk                | Stroitiel Mińsk                    | 4.    | 2021            | [ 71 ]  |
| Bośnia i Hercegowina | Puchar                 | OK Radnik Bijeljina                | HOK Domaljevac                     | 1.    | —               | [ 72 ]  |
| Bułgaria             | Puchar                 | Chebyr Pazardżik                   | Deja sport Burgas                  | 4.    | 2022            | [ 73 ]  |
| Bułgaria             | Superpuchar            | Chebyr Pazardżik                   | Neftochimik 2010 Burgas            | 3.    | 2021            | [ 74 ]  |
| Chorwacja            | Puchar                 | MOK Mursa Osijek                   | HAOK Mladost Zagrzeb               | 3.    | 2020/2021       | [ 75 ]  |
| Cypr                 | Puchar                 | Omonia Nikozja                     | Anorthosis Famagusta               | 9.    | 2021/2022       | [ 76 ]  |
| Cypr                 | Superpuchar            | Nea Salamina Famagusta             | Omonia Nikozja                     | 9.    | 2013            | [ 77 ]  |
| Czarnogóra           | Puchar                 | Budva                              | Budućnost Podgorica                | 5.    | 2021/2022       | [ 78 ]  |
| Czechy               | Puchar                 | VK Dukla Liberec                   | VK ČEZ Karlovarsko                 | 11.   | 2020/2021       | [ 79 ]  |
| Czechy               | Superpuchar            | VK ČEZ Karlovarsko                 | VK Jihostroj České Budějovice      | 2.    | 2021            | [ 80 ]  |
| Dania                | Puchar                 | Marienlyst-Fortuna                 | VK Vestsjælland                    | 10.   | 2017/2018       | [ 81 ]  |
| Estonia              | Puchar                 | Bigbank Tartu                      | Selver/TalTech                     | 5.    | 2021            | [ 82 ]  |
| Finlandia            | Puchar                 | Vammalan Lentopallo                | Akaa-Volley                        | 7.    | 2020/2021       | [ 83 ]  |
| Francja              | Puchar                 | Tours VB                           | Nice VB                            | 11.   | 2018/2019       | [ 84 ]  |
| Francja              | Superpuchar            | Montpellier HSC VB                 | Chaumont VB 52 Haute-Marne         | 1.    | —               | [ 85 ]  |
| Gibraltar            | Puchar Ligi            | Gib Polonia VC                     | Beach Boys                         | 2.    | 2021            | [ 28 ]  |
| Grecja               | Puchar                 | PAOK                               | Olympiakos SFP                     | 5.    | 2021/2022       | [ 86 ]  |
| Grecja               | Puchar Ligi            | Panathinaikos AO                   | Olympiakos SFP                     | 3.    | 2021/2022       | [ 87 ]  |
| Grecja               | Superpuchar            | Panathinaikos AO                   | PAOK                               | 2.    | 2006            | [ 88 ]  |
| Hiszpania            | Puchar Króla           | Río Duero Soria                    | Pamesa Teruel Voleibol             | 1.    | —               | [ 89 ]  |
| Hiszpania            | Superpuchar            | Melilla Sport Capital              | Unicaja Costa de Almería           | 1.    | —               | [ 90 ]  |
| Holandia             | Puchar                 | Samen. Lycurgus Groningen          | Draisma Dynamo Apeldoorn           | 5.    | 2021/2022       | [ 91 ]  |
| Holandia             | Superpuchar            | Samen. Lycurgus Groningen          | Draisma Dynamo Apeldoorn           | 6.    | 2020            | [ 92 ]  |
| Islandia             | Puchar                 | Hamar                              | Vestri                             | 3.    | 2021/2022       | [ 93 ]  |
| Islandia             | Superpuchar            | Hamar                              | KA                                 | 2.    | 2021            | [ 94 ]  |
| Irlandia             | Puchar                 | UCD                                | Aer Lingus                         | 2.    | 2014/2015       | [ 95 ]  |
| Irlandia Północna    | Puchar                 | Ballymoney Blaze                   | Queen's University Belfast 2       | 4.    | 2018            | [ 96 ]  |
| Irlandia Północna    | Puchar Ligi            | Aztecs Eagles                      | Ballymoney Blaze                   | 2.    | 2019            | [ 97 ]  |
| Izrael               | Puchar                 | Maccabi Yaadim Tel Awiw            | Hapoel Galil Matte Aszer           | 9.    | 2021            | [ 98 ]  |
| Kosowo               | Puchar                 | KV Skënderbeu                      | KV Peja                            | 1.    | —               | [ 99 ]  |
| Kosowo               | Puchar FVK             | KV Drita                           | KV Ferizaj                         | bd.   | brak danych     | [ 100 ] |
| Litwa                | Puchar                 | Elga-Grafaitė-SC Dubysa            | Etovis Kelmė                       | 5.    | 2016            | [ 101 ] |
| Luksemburg           | Puchar                 | VC Stroossen                       | VC Fentange                        | 15.   | 2021/2022       | [ 102 ] |
| Luksemburg           | Superpuchar            | Volley Bartreng                    | VC Stroossen                       | 1.    | —               | [ 103 ] |
| Łotwa                | Puchar                 | RTU Robežsardze/Jūrmala            | SK Jēkabpils Lūši                  | 8.    | 2019            | [ 104 ] |
| Łotwa                | Superpuchar            | RTU Robežsardze/Jūrmala            | SK Jēkabpils Lūši                  | 1.    | —               | [ 105 ] |
| Macedonia Północna   | Puchar                 | Strumica Nikob                     | GOK Borec                          | 9.    | 2022            | [ 106 ] |
| Mołdawia             | Puchar                 | DOR-UTM Kiszyniów                  | USM Kiszyniów                      | 1.    | —               | [ 107 ] |
| Niemcy               | Puchar                 | Berlin Recycling Volleys           | SWD powervolleys Düren             | 6.    | 2019/2020       | [ 108 ] |
| Niemcy               | Bounce House Cup       | Berlin Recycling Volleys           | VfB Friedrichshafen                | 1.    | —               | [ 109 ] |
| Norwegia             | Puchar / NM            | TIF Viking Bergen                  | Førde VBK                          | 11.   | 2021/2022       | [ 110 ] |
| Polska               | Puchar                 | Grupa Azoty ZAKSA Kędzierzyn-Koźle | Jastrzębski Węgiel                 | 10.   | 2021/2022       | [ 111 ] |
| Polska               | Superpuchar            | Jastrzębski Węgiel                 | Grupa Azoty ZAKSA Kędzierzyn-Koźle | 2.    | 2021            | [ 112 ] |
| Portugalia           | Puchar                 | SL Benfica                         | AJ Fonte Bastardo                  | 20.   | 2021/2022       | [ 113 ] |
| Portugalia           | Puchar Federacji       | Sporting CP                        | Esmoriz GC                         | 1.    | —               | [ 114 ] |
| Portugalia           | Superpuchar            | AJ Fonte Bastardo                  | SL Benfica                         | 1.    | —               | [ 115 ] |
| Rosja                | Puchar                 | Zenit Kazań                        | Fakieł Nowy Urengoj                | 11.   | 2021            | [ 116 ] |
| Rosja                | Superpuchar            | Dinamo Moskwa                      | Zenit Kazań                        | 4.    | 2021            | [ 117 ] |
| Rumunia              | Puchar                 | SCMU Craiova                       | CSM Arcada Galați                  | 1.    | —               | [ 118 ] |
| Rumunia              | Superpuchar            | Dinamo Bukareszt                   | CSM Arcada Galați                  | 2.    | 2021            | [ 119 ] |
| Serbia               | Puchar                 | Partizan Efbet Belgrad             | Vojvodina Nowy Sad                 | 2.    | 2021/2022       | [ 120 ] |
| Serbia               | Superpuchar            | Partizan Efbet Belgrad             | Vojvodina Nowy Sad                 | 1.    | —               | [ 121 ] |
| Słowacja             | Puchar                 | VK Mirad UNIPO Prešov              | Rieker UJS Komárno                 | 5.    | 2020/2021       | [ 122 ] |
| Słowenia             | Puchar                 | ACH Volley Lublana                 | Calcit Kamnik                      | 14.   | 2021/2022       | [ 123 ] |
| Szkocja              | Puchar                 | City of Glasgow Ragazzi            | VA Vortex                          | 12.   | 2016/2017       | [ 124 ] |
| Szwajcaria           | Puchar                 | Chênois Genève Volleyball          | Lausanne UC                        | 9.    | 2005/2006       | [ 125 ] |
| Szwajcaria           | Superpuchar            | Lindaren Volley Amriswil           | Chênois Genève Volleyball          | 5.    | 2019            | [ 126 ] |
| Szwecja              | Grand Prix             | Hylte/Halmstad VBK                 | Habo Wolley                        | 7.    | 2021            | [ 127 ] |
| Turcja               | Puchar                 | Halkbank                           | Fenerbahçe HDI Sigorta             | 8.    | 2017            | [ 128 ] |
| Turcja               | Superpuchar            | Ziraat Bankkart                    | Arkas Spor Izmir                   | 3.    | 2021            | [ 129 ] |
| Ukraina              | Puchar Ligi            | Epicentr-Podolany Horodok          | Prometej Dnipro                    | 1.    | —               | [ 130 ] |
| Węgry                | Puchar                 | Pénzügyőr SE                       | Fino Kaposvár SE                   | 4.    | 2021/2022       | [ 131 ] |
| Włochy               | Puchar                 | Gas Sales Bluenergy Piacenza       | Itas Trentino                      | 1.    | —               | [ 132 ] |
| Włochy               | Superpuchar            | Sir Safety Susa Perugia            | Cucine Lube Civitanova             | 4.    | 2020            | [ 133 ] |
| Wyspy Owcze          | Puchar                 | Mjølnir                            | SÍ                                 | 7.    | 2022            | [ 134 ] |
| Wyspy Owcze          | Superpuchar            | Mjølnir                            | ÍF                                 | 2.    | 2021            | [ 135 ] |

### Rozgrywki drugiego poziomu
| Państwo              | Oficjalna nazwa rozgrywek                  | I miejsce                            | II miejsce                      |                 |
| -------------------- | ------------------------------------------ | ------------------------------------ | ------------------------------- | --------------- |
| Anglia               | Division 1                                 | Stockport VC                         | Black Country                   |                 |
| Austria              | Austrian Volley League 2 (I faza, grupa 1) | supervolley OÖ/Wels/Steyr            | hotVolleys Wiedeń               | [ 136 ]         |
| Austria              | Austrian Volley League 2 (I faza, grupa 2) | SSV HIB Liebenau/HIB Volley Graz     | VC Hausmannstätten              | [ 137 ]         |
| Austria              | Austrian Volley League 2 (II faza)         | Sportunion z+p St. Pölten            | Raiffeisen VC Wolfurt           | [ 138 ] [ 139 ] |
| Azerbejdżan          | I Liqa                                     | Təhsil                               | Express Baku                    | [ 140 ]         |
| Belgia               | Nationale 1                                | VT Marke-Webis Wevelgem              | Hellvoc Hemiksem-Schelle        | [ 141 ]         |
| Białoruś             | I liga                                     | DIUSSZ Szachcior Soligorsk           | Legion Obuchowo 2               | [ 142 ]         |
| Bośnia i Hercegowina | Superliga Federacji Bośni i Hercegowiny    | OK Napredak Odžak                    | OK Bosna Kalesija               | [ 143 ] [ 144 ] |
| Bośnia i Hercegowina | I liga Republiki Serbskiej                 | OK Gacko                             | OK Gradiška                     | [ 145 ]         |
| Bułgaria             | Wyższa liga                                | Rakowski 1964 Sewliewo               | Dunaw Ruse                      | [ 146 ]         |
| Bułgaria             | Puchar Wyższej ligi                        | Zwezdec Gorna Malina                 | Etropole                        | [ 147 ]         |
| Chorwacja            | 2. liga (Regija Istok)                     | MOK Željezničar                      | MOK Mursa Osijek II             | [ 148 ]         |
| Chorwacja            | 2. liga (Regija Sjever)                    | MOK Čazma                            | HAOK Mladost Zagrzeb II         | [ 149 ]         |
| Chorwacja            | 2. liga (Regija Zapad)                     | MOK Gornja Vežica                    | MOK Rijeka II                   | [ 150 ]         |
| Cypr                 | Protatlima OPAP B΄ katigorias              | AE Karawa Lambusa                    | Leondas Liwadion Larnaka        | [ 151 ]         |
| Cypr                 | Puchar kategorii B                         | AE Karawa Lambusa                    | Etnikis Enoplon                 | [ 152 ]         |
| Czechy               | 1. liga                                    | TJ Sokol Dobřichovice                | VK Brno                         | [ 153 ]         |
| Dania                | 1. division Øst                            | Amager VK 2                          | Farum-Holte                     | [ 154 ]         |
| Dania                | 1. division Vest                           | Aalborg Volley                       | Randers VK                      | [ 154 ]         |
| Estonia              | I Liiga                                    | Tallinna Ülikool                     | BMF/Rakvere VK                  | [ 155 ]         |
| Finlandia            | 1-sarja                                    | Lempo-Volley                         | Oulun Kisko                     | [ 156 ]         |
| Francja              | Ligue B                                    | AS Illac VB                          | Mende Volley Lozère             | [ 157 ]         |
| Grecja               | Pre League                                 | AEK                                  | AO Kalamata 80                  | [ 158 ] [ 159 ] |
| Gruzja               | I Liga                                     | Niukasli                             | Dedoplisckaro                   | [ 160 ]         |
| Hiszpania            | Superliga 2                                | Cisneros Alter                       | Cableworld Volei Villena Petrer | [ 161 ]         |
| Hiszpania            | Puchar Księcia                             | Cisneros Alter                       | Cableworld Volei Villena Petrer | [ 162 ]         |
| Holandia             | Topdivisie                                 | Volley Tilburg                       | QoppoConsult AVV Keistad        | [ 163 ]         |
| Holandia             | Topdivisie A                               | QoppoConsult AVV Keistad             | Sudosa-Desto                    | [ 164 ] [ 165 ] |
| Holandia             | Topdivisie B                               | Volley Tilburg                       | Sliedrecht Sport 2              | [ 166 ] [ 167 ] |
| Irlandia             | Division 1                                 | Dalkey Devils                        | Gardians                        | [ 168 ] [ 169 ] |
| Irlandia Północna    | Division 1                                 |                                      |                                 |                 |
| Islandia             | 2. deild                                   | Völsungur                            | Fylkir Polska                   | [ 170 ]         |
| Izrael               | Liga Leumit                                | Hapoel Aryot Jerozolima              | Elitzur Natan Ashkelon          | [ 171 ]         |
| Izrael               | Puchar Federacji                           | Hapoel Aryot Jerozolima              | Elitzur Natan Ashkelon          | [ 172 ]         |
| Kosowo               | Superliga B                                | KV Ulpiana                           | KV Prishtina                    | [ 173 ]         |
| Litwa                | Lietuvos čempionatas – B pogrupis          | Amber Gorżdy 2                       | Lušis Volley Rosienie           | [ 38 ]          |
| Luksemburg           | Division 1                                 | Volley Bartreng 2                    | VB Amber-Lënster                | [ 174 ]         |
| Luksemburg           | Puchar FLVB                                | VC Lorentzweiler 2                   | CHEV Diekirch 2                 | [ 175 ]         |
| Łotwa                | Nacionālā līga                             | VK Ventspils                         | Augšdaugava                     | [ 176 ]         |
| Mołdawia             | I liga                                     | Florești                             | Speranța-Găgăuzia Vulcănești 2  | [ 177 ]         |
| Niemcy               | 2. Bundesliga Nord                         | TuS Mondorf                          | SV Lindow-Gransee               | [ 178 ] [ 179 ] |
| Niemcy               | 2. Bundesliga Süd                          | Baden Volleys SSC Karlsruhe          | FT 1844 Freiburg                | [ 180 ]         |
| Norwegia             | 1. divisjon                                | ØKSIL                                | NTNUI 2                         | [ 181 ]         |
| Polska               | Tauron 1. Liga                             | Exact Systems Norwid Częstochowa     | MKS Będzin                      | [ 182 ]         |
| Portugalia           | II Divisão                                 | CV Oeiras                            | CA Madalena                     | [ 183 ]         |
| Rosja                | Wysszaja liga «A»                          | Tiumeń                               | Lokomotiw-Izumrud Jekaterynburg | [ 184 ]         |
| Rumunia              | Divizia A2 Vest                            | CSU UV Timișoara                     | SCM Zalău 2                     | [ 185 ]         |
| Rumunia              | Divizia A2 Est                             | CSM Corona Brașov                    | CSM Râmnicu Sărat               | [ 186 ]         |
| Rumunia              | Turneu Promovare Divizia A1                | CSU UV Timișoara                     | CSM Corona Brașov               | [ 187 ]         |
| Serbia               | BPŠ Prva liga                              | Borac Starčevo                       | Niš                             | [ 188 ]         |
| Słowacja             | 1. liga                                    | ŠŠ volejbal Trenčín                  | HIT TRUNI Trnava                | [ 189 ]         |
| Słowenia             | 2. DOL                                     | Calcit Kamnik II                     | Ljubljana Volley                | [ 190 ] [ 191 ] |
| Szkocja              | League One                                 | Edinburgh Jets Bears                 | Edinburgh Jets                  | [ 192 ]         |
| Szwajcaria           | Nationalliga B                             | Colombier Volley                     | STV St. Gallen                  | [ 193 ]         |
| Szwecja              | Division 1 Norra                           | Jomala IK                            | Södertelge VBK B                | [ 194 ] [ 195 ] |
| Szwecja              | Division 1 Södra                           | Malmö VK                             | Habo Wolley B                   | [ 196 ] [ 197 ] |
| Turcja               | Alpaslan Endüstri 1. Ligi                  | Rest Property Alanya Belediyespor    | Akkuş Belediyespor              | [ 198 ]         |
| Ukraina              | Wyszcza liha-Dmart                         | Bachmut-SZWSM                        | Burewisnyk-SzWSM Czernihów      | [ 199 ]         |
| Węgry                | NB I Liga                                  | MEAFC-Miskolc                        | Vidux-Szegedi RSE               |                 |
| Włochy               | Serie A2 Credem Banca                      | Tonno Callipo Calabria Vibo Valentia | Agnelli Tipiesse Bergamo        | [ 200 ]         |
| Włochy               | Puchar Serie A2                            | Tonno Callipo Calabria Vibo Valentia | BCC Castellana Grotte           | [ 201 ]         |
| Włochy               | Superpuchar Serie A2                       | Tonno Callipo Calabria Vibo Valentia | Pool Libertas Cantù             | [ 202 ]         |